# 安居洋
安居 洋（やすい ひろし、1929年（昭和4年）8月13日 - ）は、日本の経済学者。専門は、経済政策および財政学・金融論。
神戸市外国語大学名誉教授（法経商コース）、元岡山商科大学教授。
神戸大学名誉教授の三木谷良一（三木谷浩史 楽天代表取締役会長兼社長の父）は、旧制神戸経済大学予科からの同期であり親友。

## 略歴
- 昭和4年（1929年）8月13日、安居少輔の長男として生まれる。
- 旧制東海中学(現・東海高等学校) から旧制大阪府立池田中学(現・大阪府立池田高等学校)に疎開のため転校を経て、旧制神戸経済大学予科に進学。
- 田中金司に師事。
- 昭和30年(1955年)、新制神戸大学経済学部卒業
- 昭和36年(1961年)、神戸大学大学院経済学研究科 経済学・経済政策修了。
- 東洋紡経済研究所を経て、昭和51年(1976年)神戸市外国語大学助教授・神戸市外国語大学教授(法経商コース)。
- 附属図書館長・外国語学研究所長等を歴任。
- 平成7年(1995年)、神戸市外国語大学を定年退官し、同年名誉教授に。
- 平成7年(1995年)、岡山商科大学教授。
- 平成14年(2002年)、岡山商科大学を停年退職。
- 平成20年(2008年)、瑞宝中綬章を受章。

## 主な著作
- 財政赤字および国債の経済的帰結—理論的分析およびアメリカにおける実証研究
- 神戸市外国語大学研究叢書 神戸市外国語大学外国学研究所  1989年
- 日本のインフレーション(共著)有斐閣  1980年
- 世界の金利 日本の金利(共著)有斐閣  1983年
- 公債負担の将来転嫁性　現代金融論(田中金司先生喜寿記念論文集)(共著)千倉書房  1974年
- フィスカル・ポリシー　現代金融論の新傾向(新庄博先生古希記念論文集)千倉書房(共著)  1974年

## 所属学会
- 日本金融学会
- 日本財政学会
- 日本経済学会
- 日本経済政策学会